# 来龙乡 (盐亭县)
来龙乡，是中华人民共和国四川省绵阳市盐亭县曾经下辖的一个乡。2019年12月，撤销来龙乡，将其所属行政区域划归岐伯镇管辖。

## 行政区划
来龙乡撤销前下辖以下地区：
金罐村、马兰村、联合村、大石村和麟龙村。